# BMX-Rennsport-Weltmeisterschaften 2018

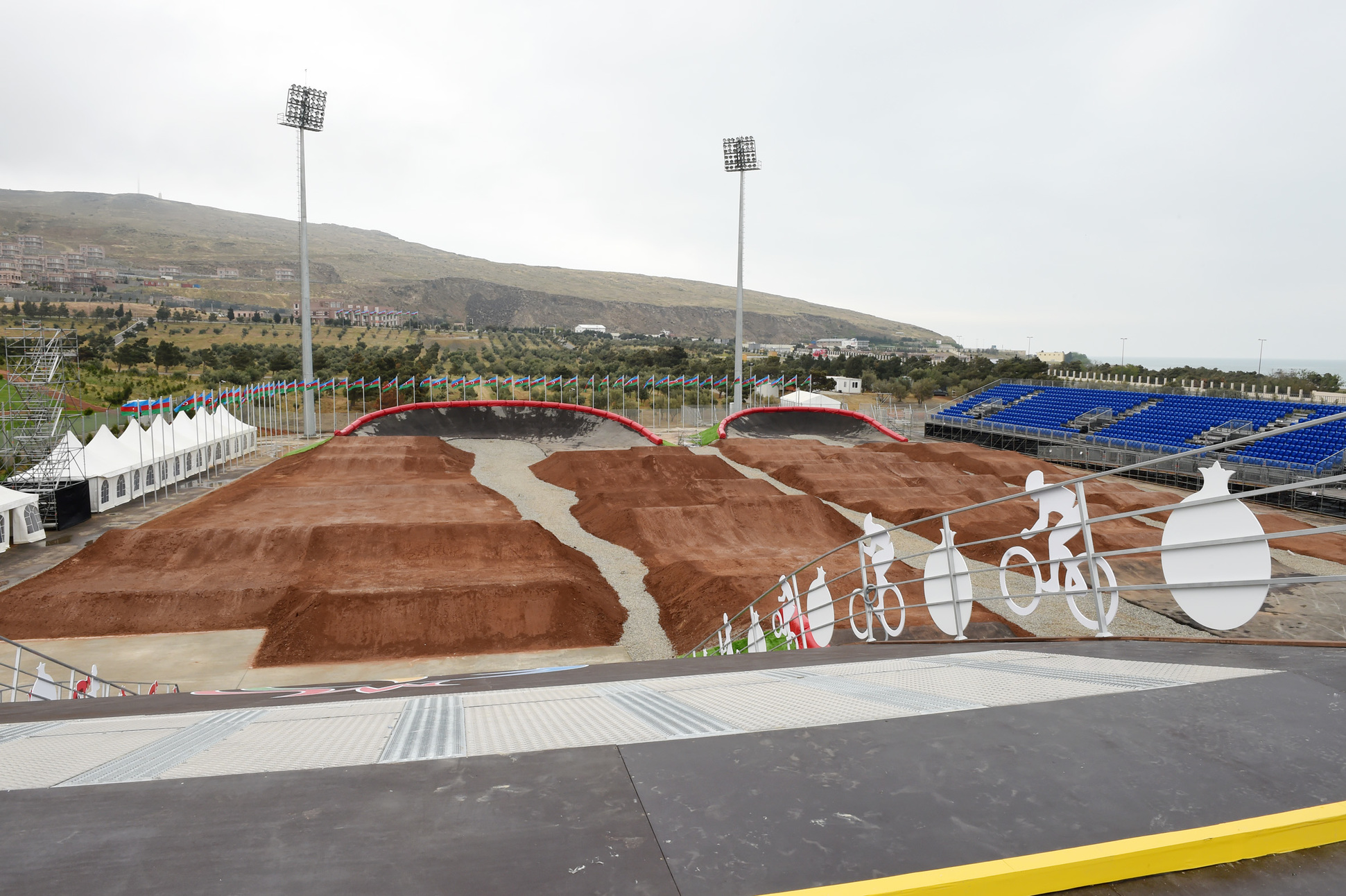
Die BMX-Bahn im Velopark Baku war Austragungsstätte der Weltmeisterschaften.

Die BMX-Rennsport-Weltmeisterschaften 2018 fanden am 8. und 9. Juni im aserbaidschanischen Baku statt. Schauplatz war der Velopark, Sitz des aserbaidschanischen Radsportverbands, und die dortige BMX-Rennbahn, die für die Europaspiele 2015 errichtet worden war.

## Programm
Vom 5. bis 7. Juni lief zunächst die BMX Racing World Challenge für die Leistungsklassen Challenge und Masters ab. Am 8. und 9. Juni waren die eigentlichen Weltmeisterschaften der Championship-Klasse, inklusive Qualifikation.

## Ergebnisse

### Frauen Elite
Es gab 40 Fahrerinnen aus 19 Nationen. Im Finale lag zunächst die Titelverteidigerin Alise Willoughby vorn, doch in der zweiten Kurve ließ sie sich durch Laura Smulders den Weg abschneiden, hängte sich an deren Hinterrad auf und stürzte. Laura Smulders siegte vor ihrer Schwester Merel und ihrer Landsfrau Judy Baauw; diese hatte nach dem Start auf dem achten Platz gelegen und war als einzige der übrigen Fahrerinnen unbehelligt dem Sturz Willoughbys entkommen.
| Platz | Name               | Zeit           |
| ----- | ------------------ | -------------- |
| 1     | Laura Smulders     | 35,690 s       |
| 2     | Merel Smulders     | + 1,143 s      |
| 3     | Judy Baauw         | + 1,888 s      |
| 4     | Natalia Afremowa   | + 2,911 s      |
| 5     | Simone Christensen | + 4,951 s      |
| 6     | Saya Sakakibara    | + 45,300 s     |
| 7     | Alise Willoughby   | + 1:14,556 min |
| 8     | Brooke Crain       | DNF            |

### Männer Elite
Es gab 76 Starter aus 28 Nationen. Das Finale führte vom Start weg Joris Daudet an, doch wurde er auf dem Zielstrich noch von Sylvain André abgefangen, der nach Auswertung des Zielfotos zum Sieger erklärt wurde. Dave van der Burg war zuvor an dritter Stelle liegend in der zweiten Kurve ausgeglitten, sein Sturz hatte mehrere weitere Fahrer aufgehalten bzw. ebenso zu Fall gebracht.
| Platz | Name              | Zeit       |
| ----- | ----------------- | ---------- |
| 1     | Sylvain André     | 31,476 s   |
| 2     | Joris Daudet      | + 0,006 s  |
| 3     | Anderson Ezequiel | + 1,126 s  |
| 4     | Joris Harmsen     | + 2,071 s  |
| 5     | Corben Sharrah    | + 6,615 s  |
| 6     | Kyle Evans        | + 23,524 s |
| 7     | David Graf        | + 33,949 s |
| 8     | Dave van der Burg | + 48,735 s |

### Juniorinnen
Es gab 33 Fahrerinnen aus 17 Nationen.
| Platz | Name                   | Zeit           |
| ----- | ---------------------- | -------------- |
| 1     | Indy Scheepers         | 38,038 s       |
| 2     | Zoé Claessens          | + 0,438 s      |
| 3     | Gabriela Bolle         | + 0,980 s      |
| 4     | Warwara Owtschinnikowa | + 2,288 s      |
| 5     | Stephani Morin         | + 3,942 s      |
| 6     | Emma Jouteau           | + 8,885 s      |
| 7     | Leila Henry            | + 1:25,917 min |
| 8     | Avriana Hebert         | DNF            |

### Junioren
Es gab 56 Fahrer aus 27 Nationen.
| Platz | Name                  | Zeit           |
| ----- | --------------------- | -------------- |
| 1     | Léo Garoyan           | 33,077 s       |
| 2     | Juan Camilo Ramírez   | + 0,684 s      |
| 3     | Mauricio Molina       | + 1,053 s      |
| 4     | Emiliano de la Fuente | + 1,348 s      |
| 5     | Ross Cullen           | + 1,725 s      |
| 6     | Kye Affoo             | + 1,759 s      |
| 7     | Ian van Heugten       | + 55,357 s     |
| 8     | Carlos Zuluaga        | + 1:09,180 min |

## Medaillenspiegel
| Platz  | Land        | Gold | Silber | Bronze | Gesamt |
| ------ | ----------- | ---- | ------ | ------ | ------ |
| 1      | Niederlande | 2    | 1      | 1      | 4      |
| 2      | Frankreich  | 2    | 1      | 0      | 3      |
| 3      | Kolumbien   | 0    | 1      | 1      | 2      |
| 4      | Schweiz     | 0    | 1      | 0      | 1      |
| 5      | Brasilien   | 0    | 0      | 1      | 1      |
| 5      | Chile       | 0    | 0      | 1      | 1      |
| Gesamt | Gesamt      | 4    | 4      | 4      | 12     |